# Passer euchlorus
Il passero dorato arabico (Passer euchlorus Bonaparte, 1850) è un uccello della famiglia Passeridae.

## Habitat
Arabia sud-occidentale, costa della Somalia e di Gibuti, dove vive nella savana spina e negli habitat di macchia.